# Personzentrierte Systemtheorie
Die Personzentrierte Systemtheorie von Jürgen Kriz ist eine Mehr-Ebenen-Konzeption zum Verständnis von psychotherapeutischen und klinischen Prozessen unter besonderer Berücksichtigung des Zusammenwirkens unterschiedlicher Ebenen (u. a. psychische, interpersonelle, kulturelle und körperliche Prozesse).
Kriz versucht dabei die Beschränkungen zu überwinden, die sich innerhalb vieler Psychotherapieschulen durch Betonung einzelner Prozessebenen ergeben. Daher verbindet dieser Ansatz Aspekte und Befunde aus unterschiedlichen psychotherapeutischen Orientierungen mit übergreifenden Konzepten – vor allem aus der Humanistischen Psychotherapie, der Synergetik, der Gestalttheorie, der Biosemiotik und der Evolutionspsychologie. Eine besondere Betonung erhält dabei die Unterscheidung zwischen objektiven Beschreibungen und dem Erleben des Subjekts.

## Zentrale Fragen
Kriz nennt vier zentrale Fragen, die mit der Personzentrierten Systemtheorie angegangen werden: "(1) wie wir Menschen aus der unfassbaren Komplexität einer physikalisch-chemischen und informationellen Reizwelt eine hinreichend fassbare, sinnhaft geordnete Lebenswelt erschaffen, (2) wie diese Ordnung sich typischerweise an stets neue Bedingungen und Herausforderungen ("Entwicklungsaufgaben") anpasst, (3) warum diese Adaptation aber auch partiell misslingen und sich insbesondere als überstabil und inadäquat erweisen kann – was für viele Symptome (und allgemeiner: Probleme) typisch ist, und letztlich, (4) wie professionelle Hilfe unter Nutzung von Ressourcen und Potenzialen der Selbstorganisation gestaltet werden kann."
Die Vielfalt der für diese Fragen relevanten Prozesse ordnet Kriz vier Prozessebenen zu. Er betont aber, dass es sich dabei um eine rein analytische Unterscheidung handelt, denn konkret sind in jedem Moment Einflüsse von allen vier Prozessebenen auf das (Er)Leben und Handeln wirksam. Zudem lassen sich je nach Fragestellung weitere Prozesse unterscheiden.

## Vier Prozessebenen
Die folgenden vier Ebenen sind als Minimum dessen anzusehen, was berücksichtigt werden muss, um nicht systematisch bedeutsame Wirkeinflüsse auszublenden.

### Psychische Prozesse
Dies ist die zentrale Ebene, auf der Sinn und Bedeutung von den beteiligten Menschen generiert wird. Durch Wahrnehmungen und Handlungen ist der Mensch mit der Welt verbunden; durch Denk- und Fühlvorgänge bewertet er diese Prozesse und kann sich dabei selbst beobachten.

### Interpersonelle Prozesse
Hier geht es um die mikrosozialen Strukturen von Paaren, Familien oder Teams. Begriffe wie "Interaktionsmuster" oder "kommunikative Regeln" verweisen darauf, dass die Bedeutungen von Äußerungen und deren Beitrag zum Miteinander in gemeinsamer Interaktion ausgehandelt werden. Jeder glaubt um die Erwartungen der anderen zu wissen und lässt sich davon beeinflussen oder gar leiten. Es ist ein Geflecht von gegenseitigen
Unterstellungen, das "Realität" sogar dann stabilisiert, wenn vieles daran nicht zutreffend ist. Da selten über diese stillschweigenden Annahmen geredet wird, sind die Chancen auf Korrektur eher gering. Alltagserfahrung und Forschung zeigen, wie sich Menschen oft als Opfer von anderen oder der Umstände erleben, obwohl sie selbst (unbewusst) zur Aufrechterhaltung dieses Musters beitragen.

### Kulturelle Prozesse
Menschen haben die Bedeutungen von Wörtern und Sätzen sowie von inneren Bildern über das Zusammenleben oder die Erwartungen von Mitmenschen, nicht individuell, losgelöst von sozialen Zusammenhängen erfunden. Unterschiedliche Kulturen und Subkulturen vermitteln vielmehr Bedeutungen, welche die Prozesse von (a) und (b) erheblich beeinflussen. Auch aus Medien, Gesprächen mit Kollegen am Arbeitsplatz oder aus anderen außerfamiliären Quellen fließen Hinweise über die Bedeutung des Geschehens im "Hier und Jetzt" mit ein. Vieles davon ist den Beteiligten nicht bewusst.

### Körperliche Prozesse
Übereinstimmend mit der Affektlogik von Ciompi betont auch Kriz, dass in jedem Moment sowohl kognitiv-psychische als auch affektive Prozesse gleichzeitig im menschlichen Organismus ablaufen. Dabei bilden die affektiven Prozesse wegen der langsameren Veränderung biochemischer Parameter die Rahmung für die schnell veränderbaren kognitiven Prozesse mit ihrer bioelektrischen Basis. Konzepte wie "felt sense" (gefühlte Bedeutung) verweisen auf die große Relevanz von implizitem Wissen in unserem Organismus, das aus den frühen Erfahrungen wie auch aus evolutionären Strukturen des Gehirns stammt. Dies wurde lange unterschätzt, wird inzwischen aber allgemein unter dem Begriff des "social brain" diskutiert.
Psychotherapie, Beratung und Coaching betrachten üblicherweise die Prozesse auf den ersten beiden Ebenen und oft noch deren Interaktion. Weitgehend vernachlässigt werden hingegen die Einflüsse kultureller und körperlicher Prozesse. Sie sind den Akteuren weitgehend nicht bewusst, wirken aber gleichwohl – oder gerade deswegen – sehr stark.

## Stabilität, Instabilität und das Zusammenwirken der vier Prozessebenen
Symptome und Probleme, mit denen Menschen in Psychotherapie, Beratung und Coaching kommen, werden von Kriz als überstabile Prozessmuster verstanden. Diese waren zumeist in früheren Entwicklungsphasen angemessen und funktionell, haben sich aber nicht an neue Bedingungen adaptiert. Denn menschliche Entwicklung – sowohl auf der Ebene des Einzelnen als auch in sozialen Systemen – besteht darin, immer wieder gut wirksame prozessuale Muster aufzugeben, weil sich neue Entwicklungsaufgaben stellen. Beispielsweise sind auf familiärer Ebene jeweils andere Interaktionsmuster nötig, je nachdem ob ein Kind gerade geboren wurde, in den Kindergarten oder in die Schule geht, in die Pubertät kommt, eine Berufsausbildung beginnt usw. Ähnliches gilt für die Organisation der psychischen Prozesse des Kindes selbst. Auch Organisationen müssen angesichts veränderter Marktbedingungen immer wieder ihre Strukturen und Prozesse in Frage stellen und adaptieren. Für Psychotherapie, Beratung und Coaching ist daher die Frage nach Stabilität – bzw. Überstabilität – sowie nach Veränderung und neuer Adaptation zentral.

### Sinnattraktoren
Als Modell für das Verständnis dieser Phänomene dient die interdisziplinäre Systemtheorie der Synergetik, die wiederum der Theorie nichtlinearer dynamischer Systeme entstammt. Es geht dabei um Selbstorganisationsprozesse, bei denen eine Vielzahl von Komponenten Ordnungen bzw. Muster ausbildet, die dann in der weiteren Entwicklung auf das Geschehen der Komponenten zurückwirken. Solche dynamischen Stabilitäten bzw. Ordnungen werden als Attraktoren bezeichnet. In der Personzentrierten Systemtheorie geht es nun nicht um Phänomene, für die energetische Prozesse wichtig sind. Vielmehr geht es um psychosoziale Phänomene, bei denen Sinn und Bedeutung essentiell sind. Daher verwendet Kriz als Modellgrundlage eine strukturwissenschaftliche Fassung der Synergetik und spezifiziert die Attraktoren zu Sinnattraktoren. Aufgabe von Psychotherapie, Beratung und Coaching wäre es demnach, überstabile Sinnattraktoren – die sich als Symptome und Probleme bei psychischen und interaktiven Prozessen zeigen – in ihrer Adaptation an die veränderten Entwicklungsaufgaben zu unterstützen. Dies geschieht in einem Ordnungs-Ordnungs-Übergang, bei dem (leidvolle) Ordnungen destabilisiert werden, so dass neue Ordnungen entstehen können, die den neuen Bedingungen besser gerecht werden.

### Bottom-up und Top-down
Stabilität, Instabilität und Ordnungs-Ordnungs-Übergänge lassen sich im Rahmen der Synergetik detailliert beschreiben. Selbstorganisierte Ordnungen bzw. Attraktoren entstehen demnach aus rückgekoppelten Prozessen zwischen einer Mikro- und einer Makro-Ebene. Dies hat in Bezug auf die Wahrnehmung schon die Gestaltpsychologie anhand des Phänomens der "Melodie" verdeutlicht. Töne formen sich von "unten nach oben" (bottom-up) zu einer Melodie. Diese wirkt aber gleichzeitig von "oben nach unten" (top-down) auf die Wahrnehmung der Töne zurück. So wird beispielsweise ein und derselbe physikalische Ton je nach Kontext der Melodie als "beruhigende Tonika" oder als "spannungsreiche Dominante" wahrgenommen. Ebenso erzeugen geäußerte Wörter beim Gegenüber bestimmte bedeutungsvolle Zusammenhänge (bottom-up), wobei die Bedeutung weiterer Wörter im Kontext dieser Zusammenhänge verstanden wird (top-down).

### Komplexes Zusammenwirken
Die Rahmenbedingungen für selbstorganisierte Ordnungen (d. h. die Attraktoren) werden durch die Umgebung eines Systems vorgegeben. In der Personzentrierten Systemtheorie stellen auf jeder Ebene die jeweils anderen Ebenen die Umgebungsbedingungen dar, so dass es zu einem komplexen Zusammenwirken aller Ebenen kommt. Die vielfachen Verschränkungen werden deutlich, wenn man sich klarmacht, dass man seine innersten und intimsten Gefühle (Erste-Person-Perspektive) nur dadurch selbst verstehen kann, dass man die Kulturwerkzeuge (Dritte-Person-Perspektive) auf sich selbst anwendet. Dabei geht es nicht nur um Sprache oder Begriffe, sondern auch um die Metaphern, Verstehensprinzipien etc., die durch die Kultur vermittelt werden.

## Komplementarität von objektiven und subjektiven Perspektiven
Kriz betont die Relevanz einer Unterscheidung zwischen objektiver und subjektiver Perspektive und hebt zugleich deren Komplementarität hervor. Naturwissenschaftliche Objekte haben weder die Fähigkeit, ihre Situation zu reflektieren und zu deuten, noch entsprechend zu handeln. Dementsprechend geht es in der naturwissenschaftlichen Synergetik primär um das Verhältnis von selbstorganisierendem System und Umgebung. Dies sieht im Bereich des Menschlichen grundsätzlich anders aus. Daher stellt sich stets die Frage, ob es um Umgebungsbedingungen geht, wie sie Beobachter (oder Wissenschaftler, Therapeuten) beschreiben, oder um jene Bedingungen, wie sie von den betroffenen Klienten selbst erlebt werden. Diese Frage nach der Perspektive wurde bereits vor hundert Jahren von der Biosemiotik diskutiert und führte in Bezug auf die Welt der Tiere zur Unterscheidung zwischen Umgebung und Umwelt. Für den Bereich des Menschlichen wird in Anlehnung an Husserl statt Umwelt der Begriff Lebenswelt bevorzugt. Diese ist vor allem durch einen unerschöpflichen Vorrat an intersubjektiv vereinbarten Symbolen geprägt, was aus dem Menschen ein "animal symbolicum" macht.
Kriz verdeutlicht die Unterschiede zwischen „objektiver“ und subjektiver Perspektive anhand von Begriffspaaren wie Befund – Befindlichkeit, Bedarf – Bedürfnis usw. Er hebt hervor, dass die objektiven Befunde der Diagnostik oft wenig mit den Befindlichkeiten des Subjekts zusammenhängen. Das gilt auch für den objektiv festgestellten (oder amtlich vorgeschriebenen) Bedarf eines Menschen im Gegensatz zu dessen Bedürfnissen. Kriz betont, dass beide Perspektiven zum Verständnis wichtig sind und sich nicht gegeneinander ausspielen lassen. Er kritisiert, dass viele Konzepte wie "Stress" oder "Ressourcen" oftmals vor allem aufgrund von "objektiven" Faktoren beschrieben würden, während für das Erleben und Handeln des Subjekts andere Aspekte relevant sind.